# Ottomila
(Kurt Diemberger, 2000)

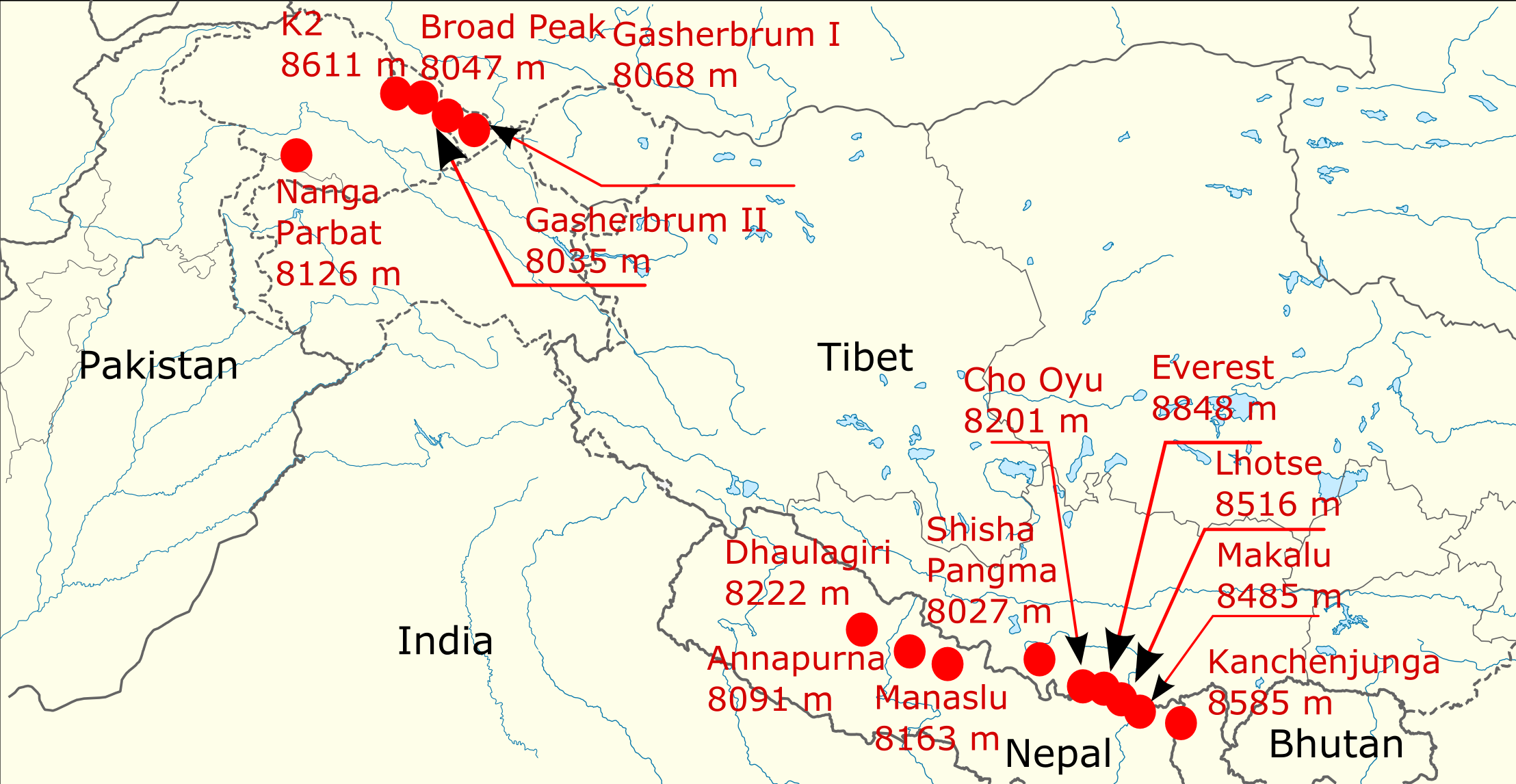
Distribuzione geografica degli 8000 tra Himalaya (dx) e Karakorum (sn)

Gli ottomila sono le quattordici montagne della Terra che superano gli ottomila metri di altitudine sopra il livello del mare, con i rispettivi massicci montuosi, tutti collocati nell'Asia centro-meridionale (Nepal, Cina, Pakistan e India): nove nell'Himalaya, quattro nel Karakorum e uno nel Kashmir.

## Caratteristiche

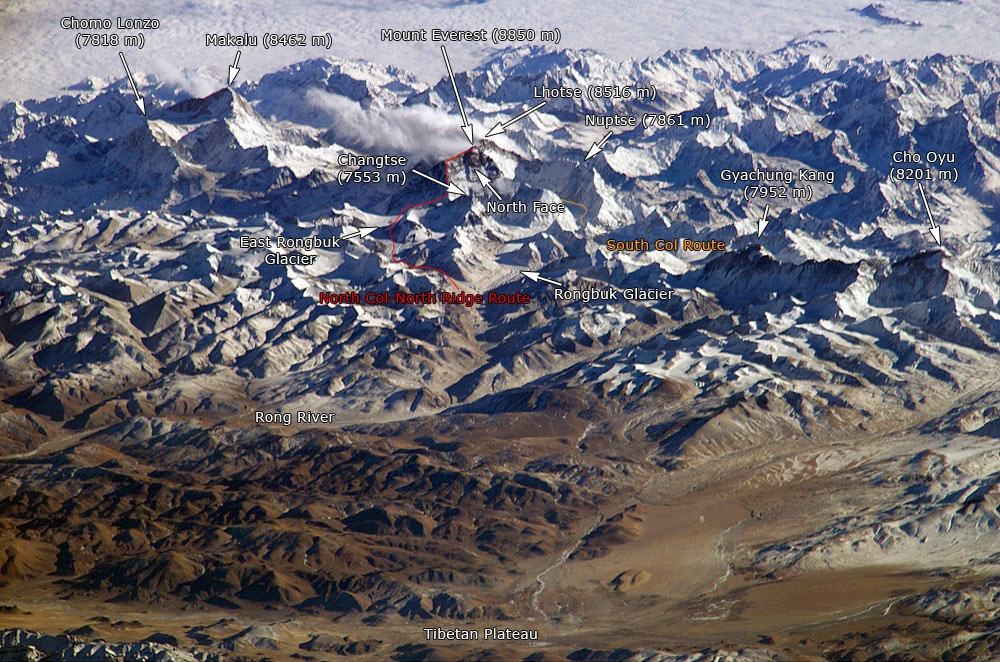
Cho Oyu, Lhotse, Makalu ed Everest in una foto della Stazione spaziale internazionale.

La lista ufficiale è stata calcolata negli anni trenta del Novecento sulla base del concetto di massiccio, venendo ad assumere un elevato significato simbolico nei Paesi in cui è in vigore il sistema metrico decimale (in Gran Bretagna o in alcuni Paesi asiatici, per esempio, ha un significato meno evocativo poiché, nella pratica, tale soglia perde di significato) con la sua notorietà che è comunque divenuta con il tempo planetaria, raggruppando ugualmente le quattordici montagne più alte del mondo (se venisse applicato il concetto di vetta, includendo cioè tutte le cime che, anche all'interno dello stesso massiccio, superano gli ottomila, la lista si allargherebbe a 22 secondo il criterio attualmente utilizzato sulle Alpi, o raggiungerebbe numeri diversi, secondo altre considerazioni).
Molte di queste montagne hanno segnato la storia dell'alpinismo moderno d'alta quota nella seconda metà del XX secolo (himalayismo), avendo rappresentato delle vere e proprie sfide per gli alpinisti più esperti di tutto il mondo: la prima ascesa di un ottomila è stata compiuta da Maurice Herzog e Louis Lachenal, che hanno conquistato la vetta dell'Annapurna I il 3 giugno 1950, l'ultimo ottomila scalato è stato lo Shisha Pangma il 2 maggio 1964, mentre il primo uomo ad avere scalato tutte le cime è stato l'italiano Reinhold Messner, che ha terminato l'impresa nel 1986.

## Lista dei 14 ottomila
La lista seguente contiene l'elenco dei 14 massicci superiori agli ottomila metri e i rispettivi primi scalatori.
| Nome                       | Altezza | Luogo         | Prima scalata   | Prima scalata | Prima scalata invernale | Prima scalata invernale | Prima scalata senza ossigeno                   | Prima scalata senza ossigeno                   | Statistiche (marzo 2012) | Statistiche (marzo 2012) | Statistiche (marzo 2012) | Mortalità pre-1990 | Mortalità 1990–2003 |
| Nome                       | Altezza | Luogo         | Data            | Scalatore | Data                    | Scalatore | Data                                           | Scalatore                                      | Scalate                  | Decessi                  | Decessi⁄Scalate          | Mortalità pre-1990 | Mortalità 1990–2003 |
| -------------------------- | ------- | ------------- | --------------- | --- | ----------------------- | --- | ---------------------------------------------- | ---------------------------------------------- | ------------------------ | ------------------------ | ------------------------ | ------------------ | ------------------- |
| Everest                    | 8848 m  | Nepal Cina    | 29 maggio 1953  | Edmund Hillary Tenzing Norgay                                                                                     | 17 febbraio 1980        | Krzysztof Wielicki Leszek Cichy | 8 maggio 1978                                  | Reinhold Messner Peter Habeler                 | 5 656                    | 223                      | 3,9%                     | 37%                | 4,4%                |
| K2                         | 8611 m  | Pakistan Cina | 31 luglio 1954  | Achille Compagnoni Lino Lacedelli (v. Spedizione al K2 del 1954)                                                  | 16 gennaio 2021         | Nirmal Purja Gelje Sherpa Mingma David Sherpa Mingma Gyalje Sherpa Sona Sherpa Mingma Tenzi Sherpa Pem Chhiri Sherpa Dawa Temba Sherpa Kili Pemba Sherpa Dawa Tenjing Sherpa | 6 settembre 1978                               | Louis F. Reichardt                             | 306                      | 81                       | 26,5%                    | 41%                | 19,7%               |
| Kangchenjunga              | 8586 m  | Nepal India   | 25 maggio 1955  | George Band Joe Brown                                                                                             | 11 gennaio 1986         | Krzysztof Wielicki Jerzy Kukuczka | 16 maggio 1979                                 | Doug Scott Peter Boardman Joe Tasker           | 283                      | 40                       | 14,1%                    | 21%                | 22%                 |
| Lhotse                     | 8516 m  | Nepal Cina    | 18 maggio 1956  | Fritz Luchsinger Ernst Reiss                                                                                      | 31 dicembre 1988        | Krzysztof Wielicki | 11 maggio 1977                                 | Michel Dacher                                  | 461                      | 13                       | 2,8%                     | 14%                | 2%                  |
| Makalu                     | 8462 m  | Nepal Cina    | 15 maggio 1955  | Jean Couzy Lionel Terray                                                                                          | 9 febbraio 2009         | Simone Moro Denis Urubko | 6 ottobre 1975                                 | Marjan Manfreda                                | 361                      | 31                       | 8,6%                     | 16%                | 8,5%                |
| Cho Oyu                    | 8201 m  | Nepal Cina    | 19 ottobre 1954 | Joseph Joechler Pasang Dawa Lama Herbert Tichy                                                                    | 12 febbraio 1985        | Maciej Berbeka Maciej Pawlikowski | Prima scalata realizzata direttamente senza O2 | Prima scalata realizzata direttamente senza O2 | 3 138                    | 44                       | 1,4%                     |                    |                     |
| Dhaulagiri I               | 8167 m  | Nepal         | 13 maggio 1960  | Kurt Diemberger Peter Diener Nawang Dorje Nima Dorje Ernst Forrer Albin Schelbert                                 | 21 gennaio 1985         | Andrzej Czok Jerzy Kukuczka | Prima scalata realizzata direttamente senza O2 | Prima scalata realizzata direttamente senza O2 | 448                      | 69                       | 15,4%                    | 31%                | 11%                 |
| Manaslu                    | 8163 m  | Nepal         | 9 maggio 1956   | Toshio Imanishi Gyalzen Norbu                                                                                     | 12 gennaio 1984         | Maciej Berbeka Ryszard Gajewski | 25 aprile 1972                                 | Reinhold Messner                               | 661                      | 65                       | 9,8%                     | 35,16%             | 13,42%              |
| Nanga Parbat               | 8126 m  | Pakistan      | 3 luglio 1953   | Hermann Buhl | 26 febbraio 2016        | Simone Moro Ali Sadpara Alex Txikon | Prima scalata realizzata direttamente senza O2 | Prima scalata realizzata direttamente senza O2 | 335                      | 68                       | 20,3%                    | 77%                | 5,5%                |
| Annapurna I                | 8091 m  | Nepal         | 3 giugno 1950   | Maurice Herzog Louis Lachenal                                                                                     | 3 febbraio 1987         | Jerzy Kukuczka Artur Hajzer | Prima scalata realizzata direttamente senza O2 | Prima scalata realizzata direttamente senza O2 | 191                      | 61                       | 31,9%                    | 66%                | 19,7%               |
| Gasherbrum I (Hidden Peak) | 8068 m  | Pakistan Cina | 5 luglio 1958   | Andrew Kauffman Pete Schoening                                                                                    | 9 marzo 2012            | Adam Bielecki Janusz Gołąb | 10 agosto 1975                                 | Reinhold Messner Peter Habeler                 | 334                      | 29                       | 8,7%                     | 15,5%              | 8,75%               |
| Broad Peak                 | 8047 m  | Pakistan Cina | 9 giugno 1957   | Fritz Wintersteller Marcus Schmuck Kurt Diemberger Hermann Buhl                                                   | 5 marzo 2013            | Maciej Berbeka Adam Bielecki Tomasz Kowalski Artur Małek | Prima scalata realizzata direttamente senza O2 | Prima scalata realizzata direttamente senza O2 | 404                      | 21                       | 5,2%                     | 5%                 | 8,6%                |
| Gasherbrum II              | 8035 m  | Pakistan Cina | 7 luglio 1956   | Fritz Moravec Josef Larch Hans Willenpart                                                                         | 2 febbraio 2011         | Simone Moro Denis Urubko Cory Richards | Prima scalata realizzata direttamente senza O2 | Prima scalata realizzata direttamente senza O2 | 930                      | 21                       | 2,3%                     | 7,8%               | 0,44%               |
| Shisha Pangma              | 8027 m  | Cina          | 2 maggio 1964   | Hsu Ching Chang Chun-yen Wang Fuzhou Chen San Cheng Tien-liang Wu Tsung-yue Sodnam Doji Migmar Trashi Doji Yonten | 14 gennaio 2005         | Piotr Morawski Simone Moro | Prima scalata realizzata direttamente senza O2 | Prima scalata realizzata direttamente senza O2 | 302                      | 25                       | 8,3%                     | 2%                 | 16,8%               |

## Alpinismo degli Ottomila

### Difficoltà di scalata

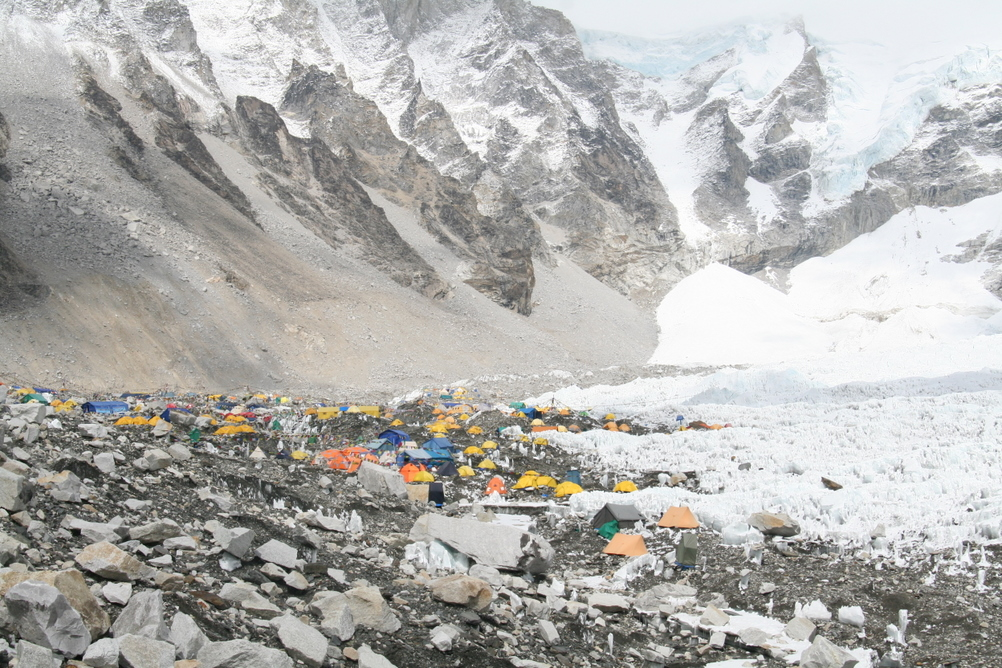
Campo base dell'Everest (versante nepalese)

Sono considerate tra le montagne più rischiose da scalare al mondo, sia per le difficoltà tecniche, sia per l'elevata altitudine che si raggiunge e i dislivelli da superare: la quota altimetrica al di sopra degli ottomila metri è infatti comunemente nota agli alpinisti come la "zona della morte", a causa delle condizioni atmosferico-meteorologiche avverse ovvero per l'estrema rarefazione dell'aria, del freddo intenso (fino a 40-50 gradi sottozero) e del forte vento (per esempio corrente a getto), che rendono difficile la respirazione polmonare anche a riposo e lo smaltimento della stanchezza psico-fisica accumulata nella precedente ascesa; per questo motivo, assieme alle difficoltà tecniche, tutte le vette possiedono un loro indice di mortalità, periodicamente aggiornato, inteso come rapporto tra vittime e tentativi totali di scalata, a testimonianza dell'estrema difficoltà e pericoli nella scalata.
L'ascesa di un ottomila richiede dunque un'accurata preparazione psico-fisica e un'esperienza di alta quota, oltre a una procedura di acclimatamento, per evitare di incorrere nel pericoloso mal di montagna; altri rischi sono l'ipotermia e il congelamento oltre a quelli dovuti agli aspetti morfologici dell'alta montagna (valanghe, crepacci, distacco di seracchi, cornici di neve, frane e dirupi); durante la scalata gli alpinisti possono ricorrere o meno all'uso di bombole di ossigeno a supporto della respirazione: in principio si è fatto sempre uso delle bombole e solo successivamente si è passati a scalate senza di esse, caratteristica questa facente parte dello stile alpino; tipico inoltre è l'allestimento di campi a varie quote durante la scalata, che normalmente si effettua in più giorni.

### Scalatori di tutti i massicci

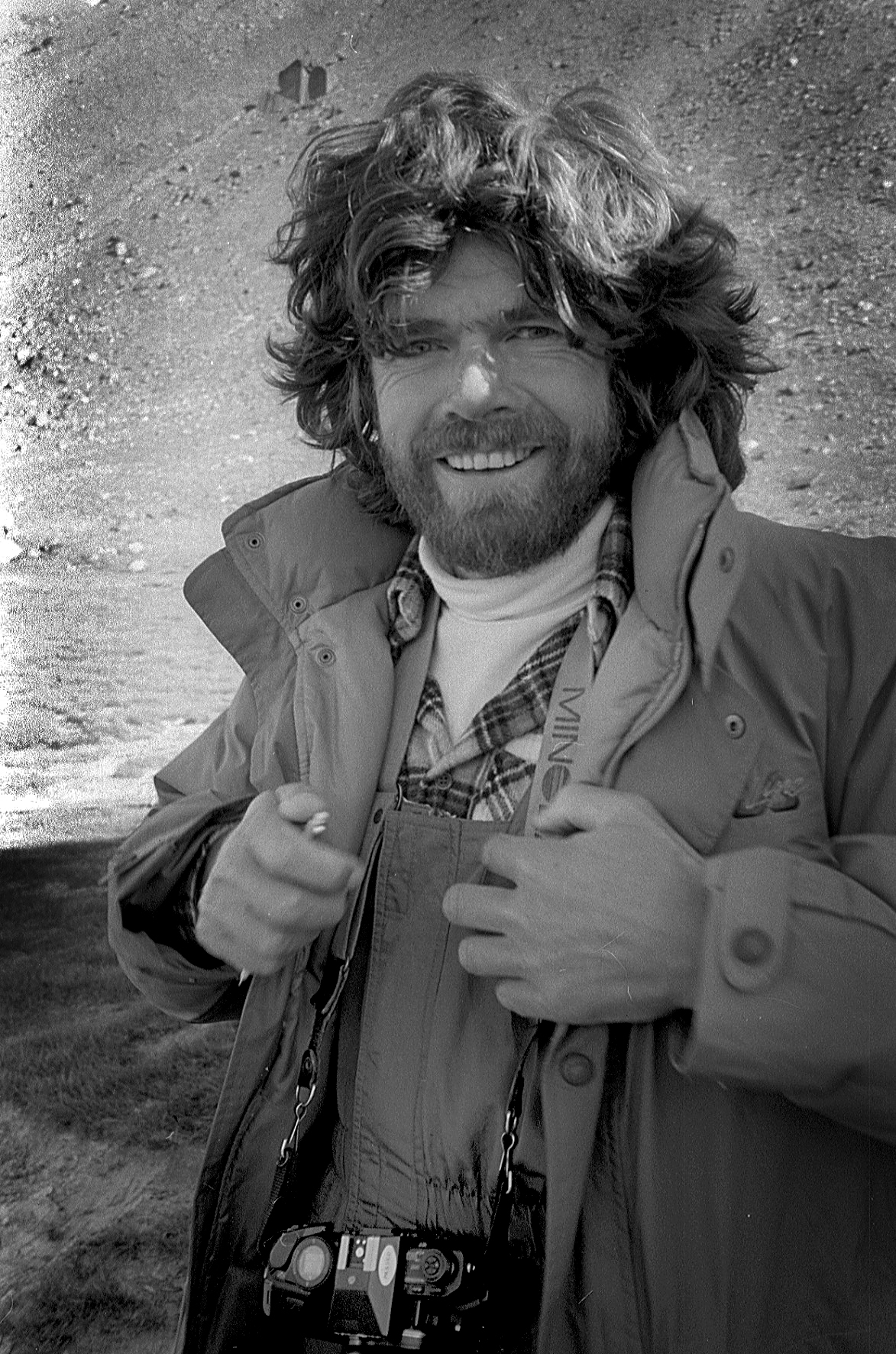
Reinhold Messner, primo uomo al mondo ad avere scalato tutti i 14 ottomila

Solo un totale di circa trenta scalatori ha completato con successo tutte le scalate; pochi di questi non hanno mai usato ossigeno supplementare oppure hanno effettuato l'impresa in stile alpino o entrambe le cose: il primo uomo ad avere completato quest'ultima impresa è stato l'italiano Reinhold Messner, completandola il 16 ottobre 1986; l'anno seguente Jerzy Kukuczka, in competizione con Messner, fu il secondo uomo a scalarli allo stesso modo, ma complessivamente in un lasso temporale molto più breve.

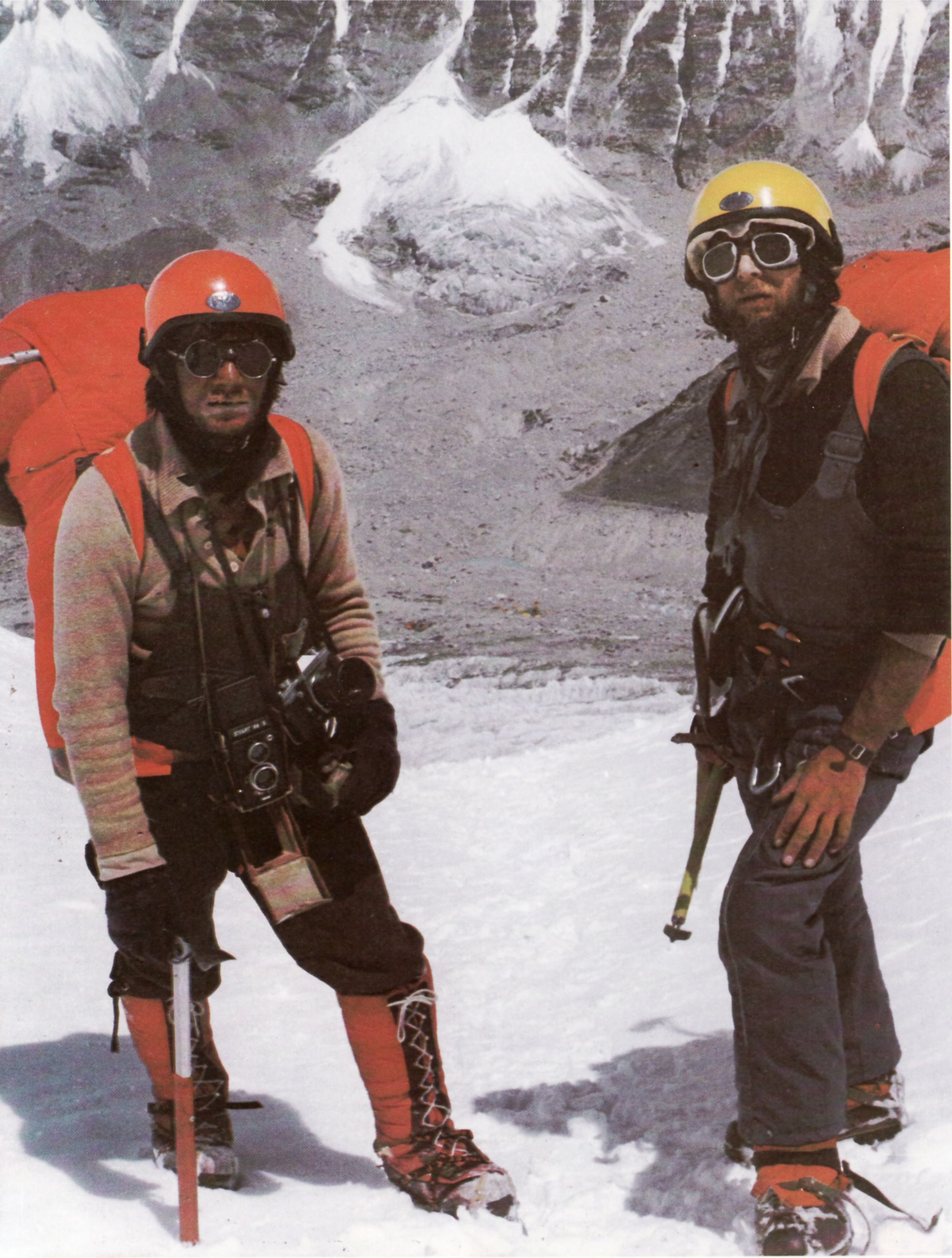
Jerzy Kukuczka (a sx), secondo uomo ad avere scalato le 14 cime

La prima donna ad avere completato i 14 massicci è stata invece la spagnola Edurne Pasaban, il 17 maggio 2010, che ha scalato le cime senza ossigeno supplementare (eccetto che in discesa dall'Everest e dal Kangchenjunga e facendo però uso in molti casi di grosse spedizioni di supporto e portatori sherpa). In precedenza la sudcoreana Oh Eun-sun, detta miss Oh, sembrava avere completato l'ultima ascensione il 27 aprile 2010, ma il suo primato è stato però annullato (la scalata del 2009 al Kangchenjunga non le è stata infatti convalidata dalla stessa Federazione Alpina Coreana dopo che è stato constatato il falso operato sulle fotografie dalla cima). Il 23 agosto 2011 l'austriaca Gerlinde Kaltenbrunner, raggiungendo la vetta del K2, ha completato la salita di tutte le cime, effettuando le scalate senza l'uso di ossigeno supplementare, la prima donna a raggiungere tale risultato (utilizzando però in alcuni casi il supporto di sherpa). Undici invece ne aveva scalati la sudcoreana Go Mi Sun, detta miss Go, deceduta nel 2009 in discesa dal Nanga Parbat.
La prima coppia a completare assieme la scalata di tutti e 14 gli ottomila è stata quella composta dagli italiani Nives Meroi e Romano Benet, raggiungendo la cima dell'Annapurna I l'11 maggio 2017 (tutte le salite sono state effettuate in puro stile alpino, senza quindi ossigeno supplementare né portatori d'alta quota).
Il primo portatore a scalare tutti i massicci è stato invece lo sherpa nepalese Mingma Sherpa, completando le ascensioni nel 2011; il secondo portatore a riuscire in quest'impresa è stato suo fratello Chhang Sherpa, completando le ascensioni nel 2013, che, a 30 anni e nove mesi, risulta essere anche il più giovane scalatore ad avere concluso con successo la salita di tutte le 14 vette.
Il record di prime ascensioni invernali (4) appartiene all'italiano Simone Moro, stabilito nel 2016, risultando anche il primo scalatore non polacco ad avere effettuato un'ascesa invernale, in quanto le prime sette sono state effettuate appunto tutte da scalatori polacchi.
Il record del minor tempo impiegato per completare la scalata di tutti i 14 ottomila appartiene all'alpinista nepalese Nirmal Purja, che in data 29 ottobre 2019 ha portato a termine tale impresa in appena 6 mesi e 6 giorni: con il suo Project Possible ha raggiunto tutte e quattordici le vette in una sola stagione nel 2019. Il precedente record era invece detenuto dal coreano Kim Chang-Ho che aveva realizzato la scalata in 7 anni, 10 mesi e 6 giorni, che rimane a tutt'oggi il record assoluto di velocità senza uso di ossigeno supplementare.

#### Lista
La lista seguente contiene l'elenco degli alpinisti che hanno effettuato con successo la scalata di tutti i massicci superiori agli 8 000 metri (l'uso o meno di ossigeno supplementare è riportato con apposita numerazione).
| N.                | N. senza ossigeno | Nome                   | Sesso | Periodo   | Anni | Età | Nazionalità   |
| ----------------- | ----------------- | ---------------------- | ----- | --------- | ---- | --- | ------------- |
| 1                 | 1                 | Reinhold Messner       | M     | 1970/1986 | 16   | 42  | Italia        |
| 2                 | [ 21 ]            | Jerzy Kukuczka         | M     | 1979/1987 | 8    | 39  | Polonia       |
| 3                 | 2                 | Erhard Loretan         | M     | 1982/1995 | 13   | 36  | Svizzera      |
| 4                 | [ 22 ]            | Carlos Carsolio        | M     | 1985/1996 | 11   | 33  | Messico       |
| 5                 |                   | Krzysztof Wielicki     | M     | 1980/1996 | 16   | 46  | Polonia       |
| 6                 | 3                 | Juanito Oiarzabal      | M     | 1985/1999 | 14   | 43  | Spagna        |
| 7                 | [ 21 ]            | Sergio Martini         | M     | 1976/2000 | 24   | 51  | Italia        |
| 8                 |                   | Hong-Gil Um            | M     | 1988/2000 | 12   | 38  | Corea del Sud |
| 9                 |                   | Park Young Seok        | M     | 1993/2001 | 8    | 40  | Corea del Sud |
| 10                | 4                 | Alberto Iñurrategi     | M     | 1991/2002 | 11   | 33  | Spagna        |
| 11                |                   | Han Wang Yong          | M     | 1994/2003 | 9    | 37  | Corea del Sud |
| 12                | 5                 | Edmund Viesturs        | M     | 1989/2005 | 16   | 46  | Stati Uniti   |
| 13                | 6                 | Silvio Mondinelli      | M     | 1993/2007 | 14   | 49  | Italia        |
| 14                | 7                 | Iván Vallejo           | M     | 1997/2008 | 11   | 49  | Ecuador       |
| 15                | 8                 | Denis Urubko           | M     | 2000/2009 | 9    | 35  | Kazakistan    |
| 16                |                   | Ralf Dujmovits         | M     | 1990/2009 | 19   | 47  | Germania      |
| 17                | 9                 | Veikka Gustafsson      | M     | 1994/2009 | 15   | 41  | Finlandia     |
| 18                |                   | Andrew Lock            | M     | 1993/2009 | 16   | 48  | Australia     |
| 19                | 10                | João Garcia            | M     | 1993/2010 | 17   | 43  | Portogallo    |
| 20                |                   | Piotr Pustelnik        | M     | 1990/2010 | 20   | 58  | Polonia       |
| 21 (I donna)      | [ 26 ]            | Edurne Pasaban         | F     | 2001/2010 | 9    | 36  | Spagna        |
| 22                | [ 27 ]            | Abele Blanc            | M     | 1992/2011 | 19   | 56  | Italia        |
| 23                |                   | Mingma Sherpa          | M     | 2000/2011 | 11   | 33  | Nepal         |
| 24 (II donna)     | 11 (I donna)      | Gerlinde Kaltenbrunner | F     | 1998/2011 | 13   | 40  | Austria       |
| 25                | [ 21 ]            | Vassili Pivtsov        | M     | 2001/2011 | 10   | 36  | Kazakistan    |
| 26                | 12                | Maksut Zhumayev        | M     | 2001/2011 | 10   | 34  | Kazakistan    |
| 27                |                   | Kim Jae-Soo            | M     | 2000/2011 | 11   | 50  | Corea del Sud |
| 28                | 13                | Mario Panzeri          | M     | 1988/2012 | 24   | 48  | Italia        |
| 29                |                   | Hirotaka Takeuchi      | M     | 1995/2012 | 17   | 41  | Giappone      |
| 30                |                   | Chhang Sherpa          | M     | 2003/2013 | 10   | 30  | Nepal         |
| 31                | 14                | Kim Chang-Ho           | M     | 2005/2013 | 8    | 43  | Corea del Sud |
| 32                |                   | Jorge Egocheaga        | M     | 2002/2014 | 12   | 45  | Spagna        |
| 33                | 15                | Radek Jaroš            | M     | 1998/2014 | 16   | 50  | Rep. Ceca     |
| 34/35 (III donna) | 16/17 (II donna)  | Nives Meroi            | F     | 1998/2017 | 19   | 55  | Italia        |
| 34/35             | 16/17             | Romano Benet           | M     | 1998/2017 | 19   | 55  | Italia        |
| 36                |                   | Peter Hámor            | M     | 1998/2017 | 19   | 52  | Slovacchia    |
| 37                | 18                | Azim Gheychisaz        | M     | 2008/2017 | 9    | 37  | Iran          |
| 38                |                   | Ferran Latorre         | M     | 1999/2017 | 18   | 46  | Spagna        |
| 39                | 19                | Oscar Cadiach          | M     | 1984/2017 | 33   | 65  | Spagna        |
| 40                | [ 18 ]            | Nirmal Purja           | M     | 2014/2019 | 5    | 36  | Nepal         |
| 41                | 20                | Marco Camandona        | M     | 2000/2024 | 24   | 54  | Italia        |
| 42                |                   | Mario Vielmo           | M     | 1998/2024 | 26   | 59  | Italia        |

Un certo numero di scalatori non incluso nelle classifiche ufficiali ha affermato di avere scalato con successo tutte le cime, ma le prove fornite non sono state considerate esaustive. Per esempio la scalata del 1998 del Lhotse di Fausto De Stefani e Sergio Martini non è stata convalidata (il primo, quindi, non avrebbe completato tutte e 14 le vette; il secondo le ha completate solo nel 2000 con una seconda spedizione). La lista seguente contiene una serie di questi casi (si riporta anche il numero di posizione qualora fossero stati accertati).
Anche Kim hong-bin, nel 2021 ha completato la scalata degli ottomila, morendo durante la discesa dal Broad Peak.
| N. | Senza O2 | Nome              | Genere | Periodo   | Anni | Età | Nazionalità   |
| -- | -------- | ----------------- | ------ | --------- | ---- | --- | ------------- |
| 6  | [ 21 ]   | Fausto De Stefani | M      | 1983/1998 | 15   | 46  | Italia        |
| 13 | 5        | Vladislav Terzyul | M      | 1993/2002 | 9    | 49  | Ucraina       |
| 15 |          | Alan Hinkes       | M      | 1987/2005 | 18   | 53  | Regno Unito   |
| 24 |          | Oh Eun-Sun        | F      | 1997/2010 | 13   | 44  | Corea del Sud |

## Galleria d'immagini

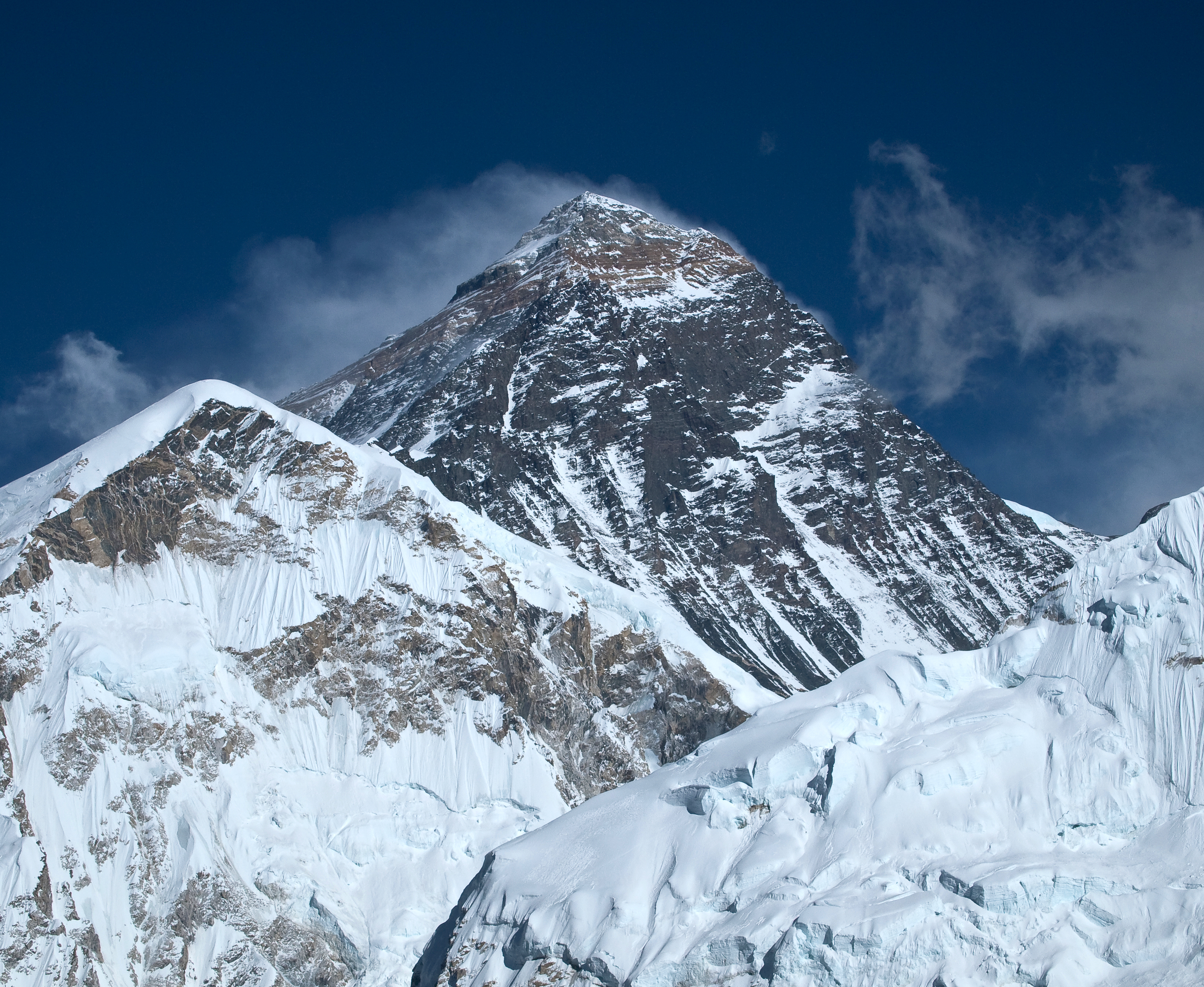
Everest
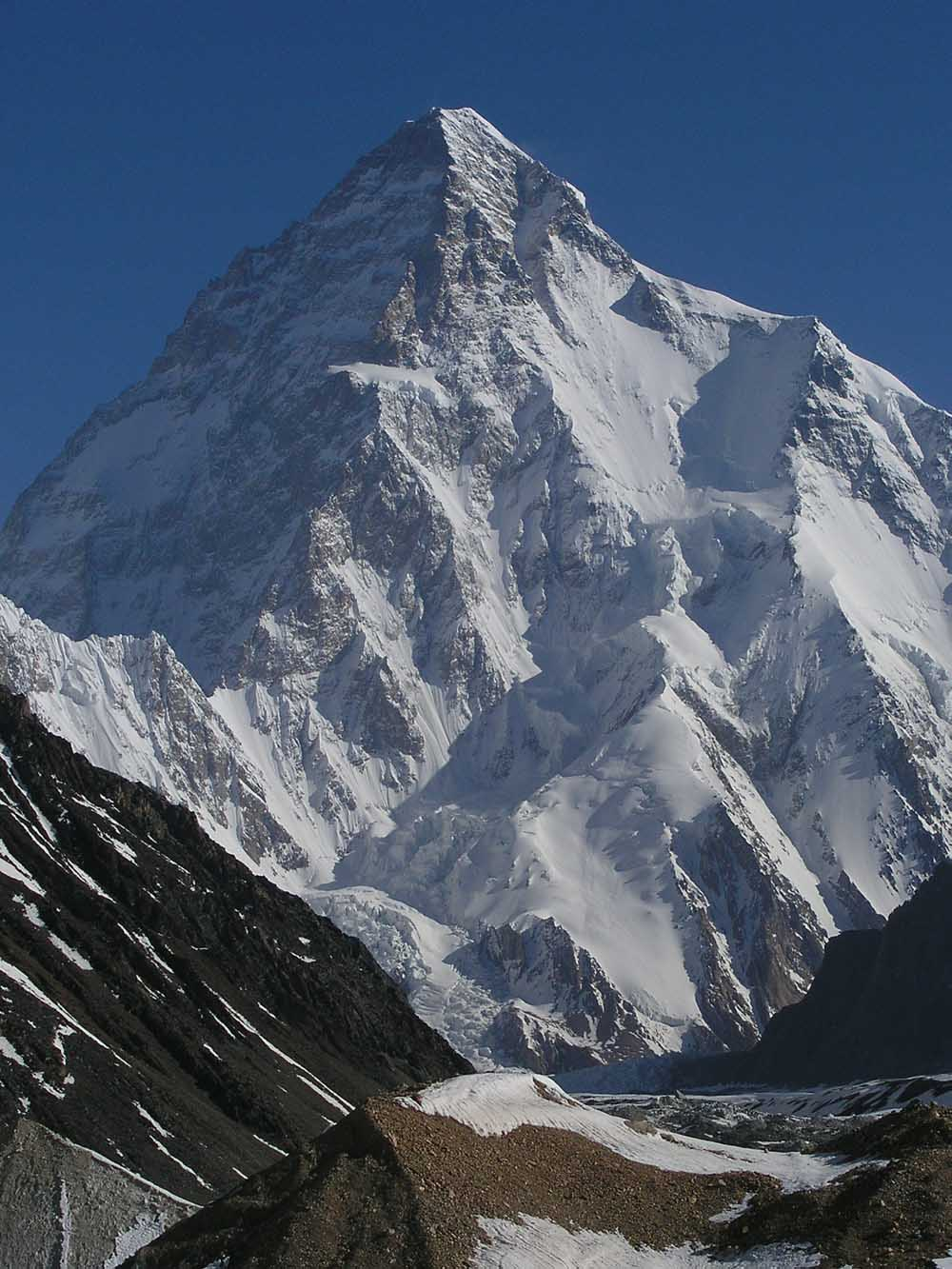
K2
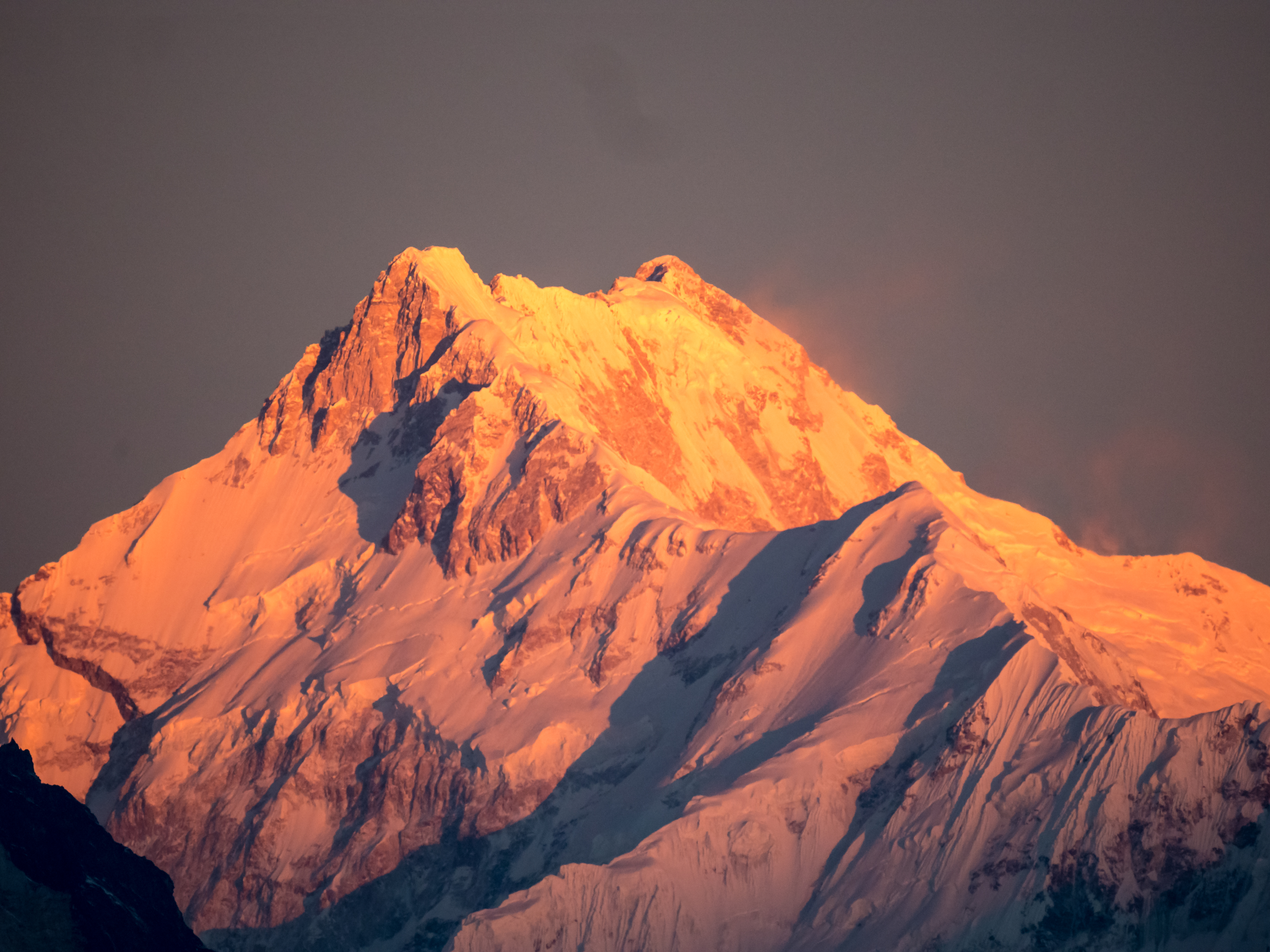
Kangchenjunga
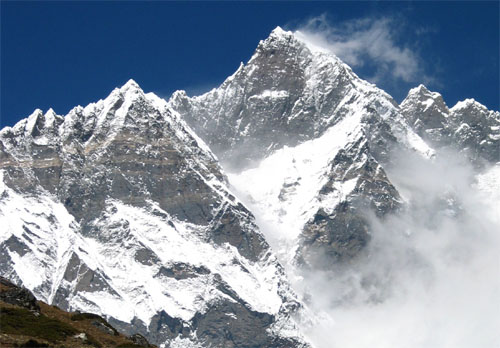
Lhotse
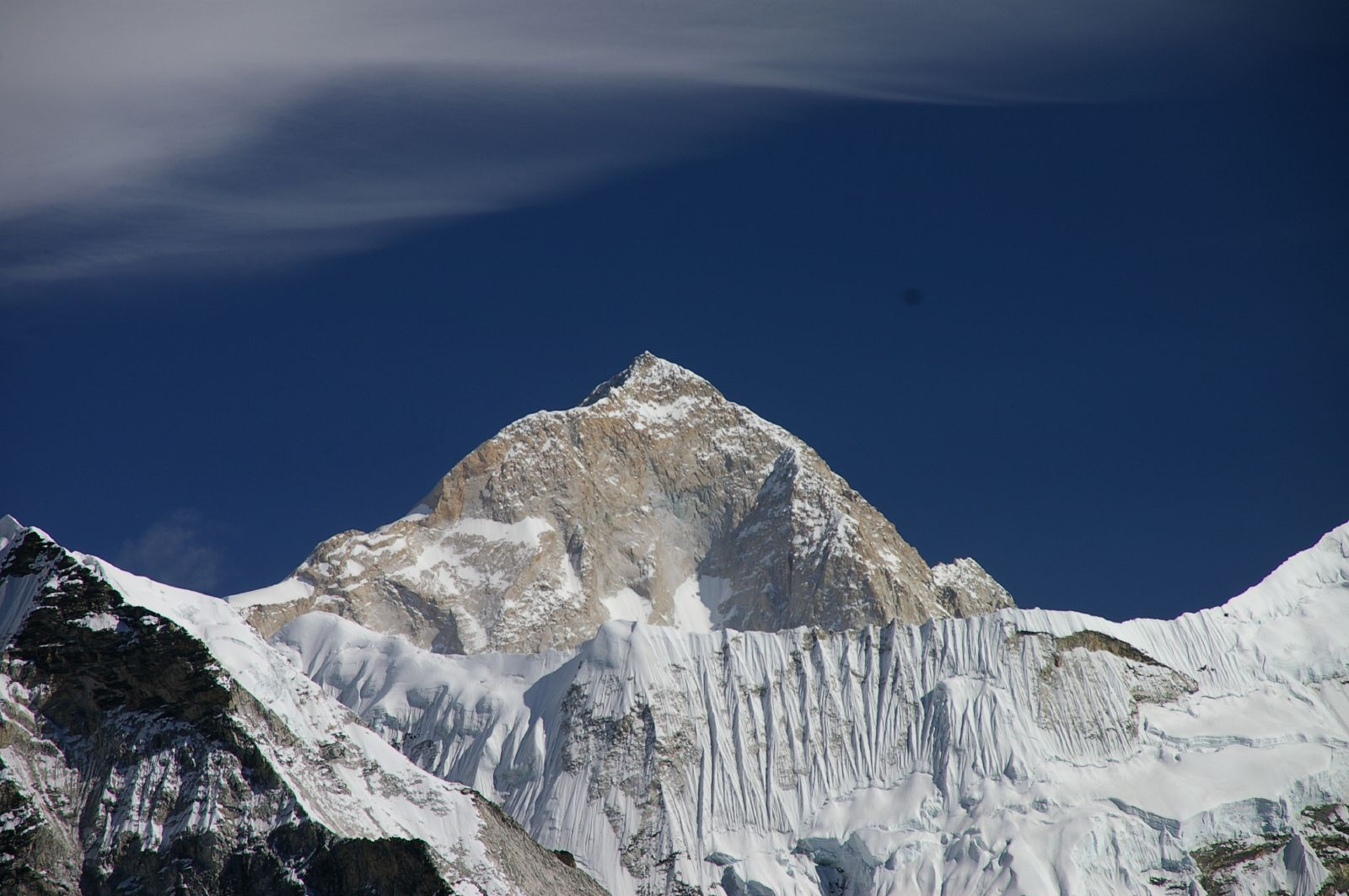
Makalu
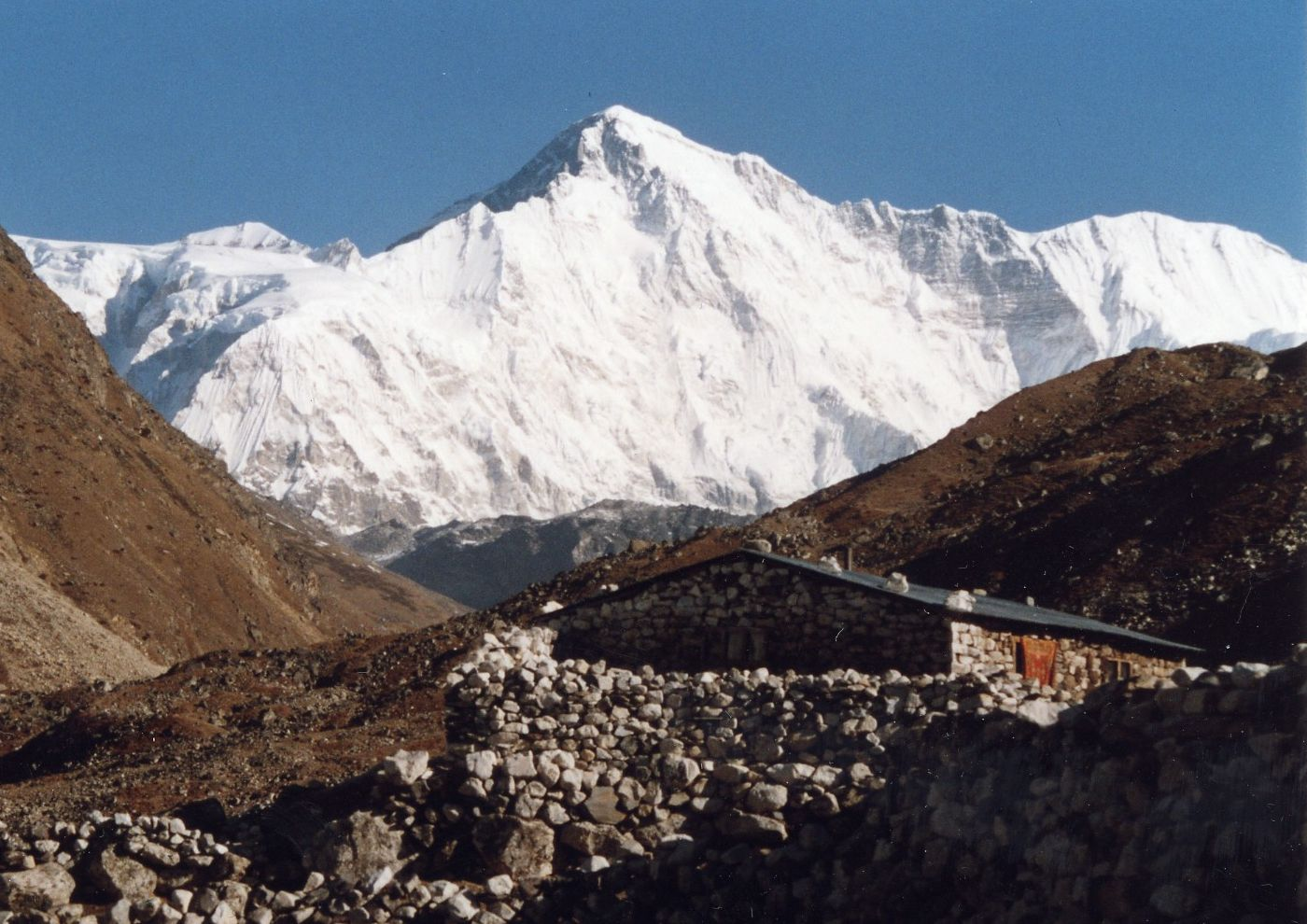
Cho Oyu
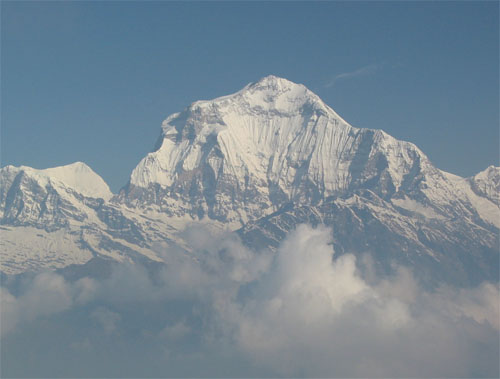
Dhaulagiri I
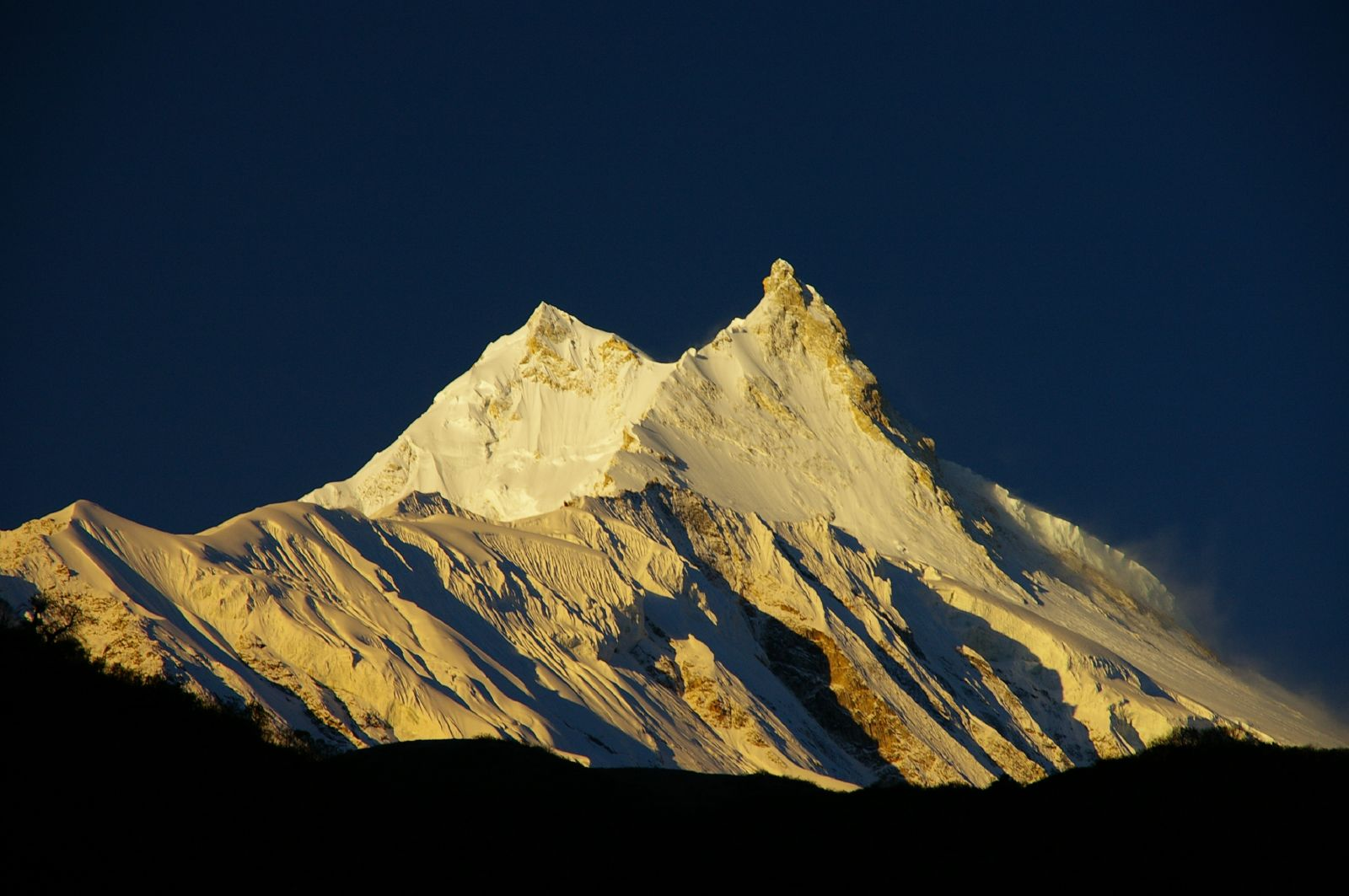
Manaslu
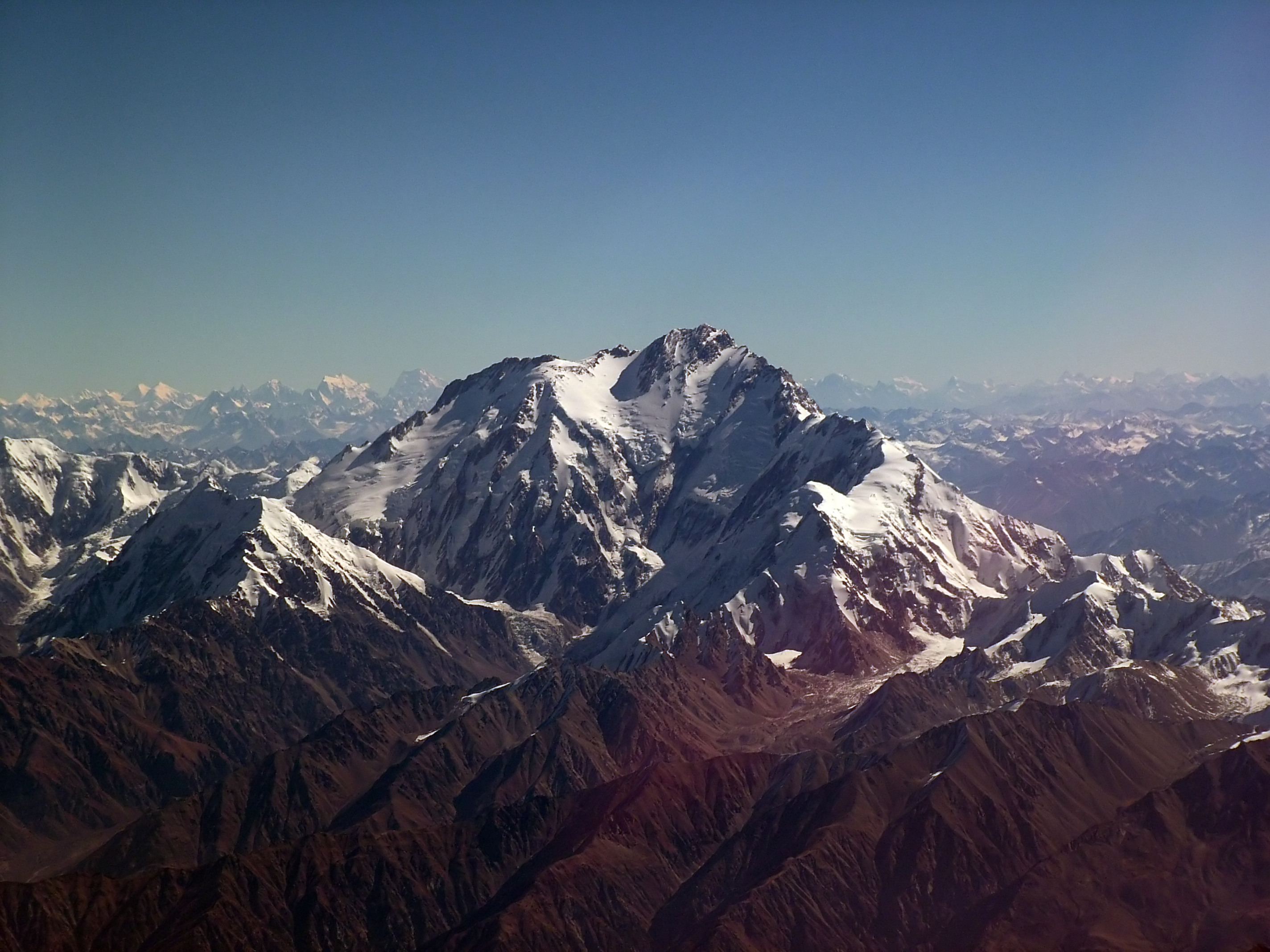
Nanga Parbat
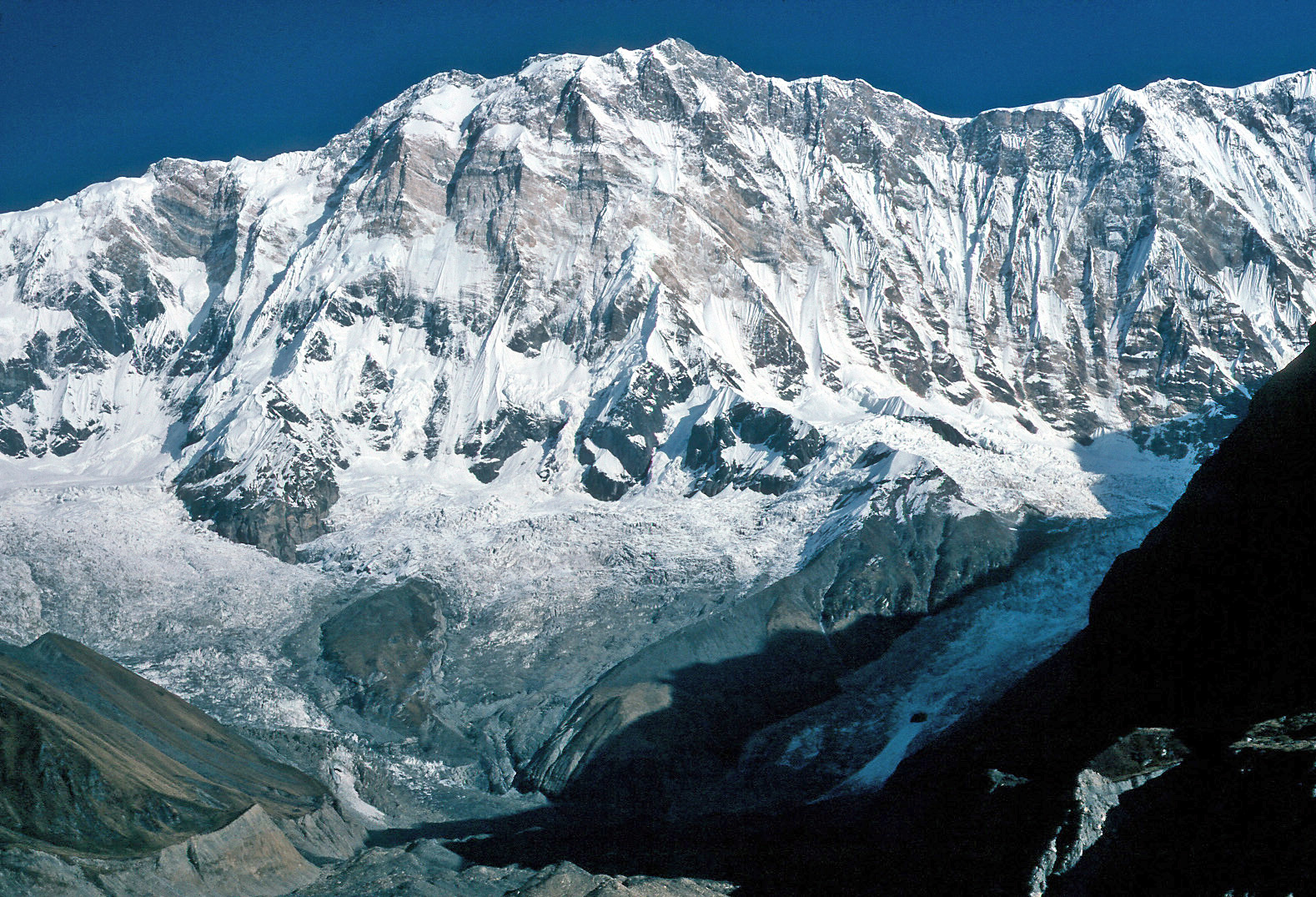
Annapurna I
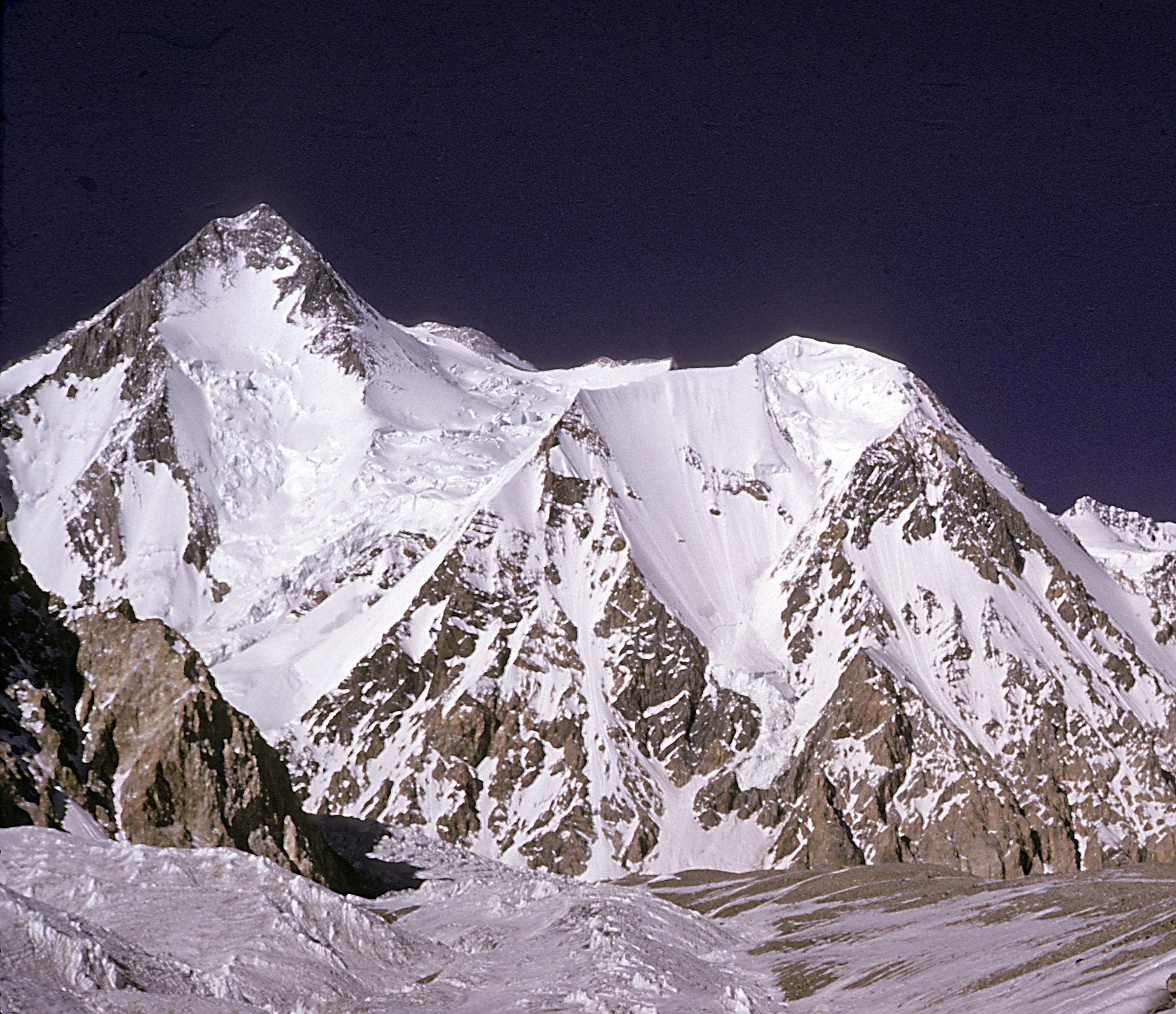
Gasherbrum I
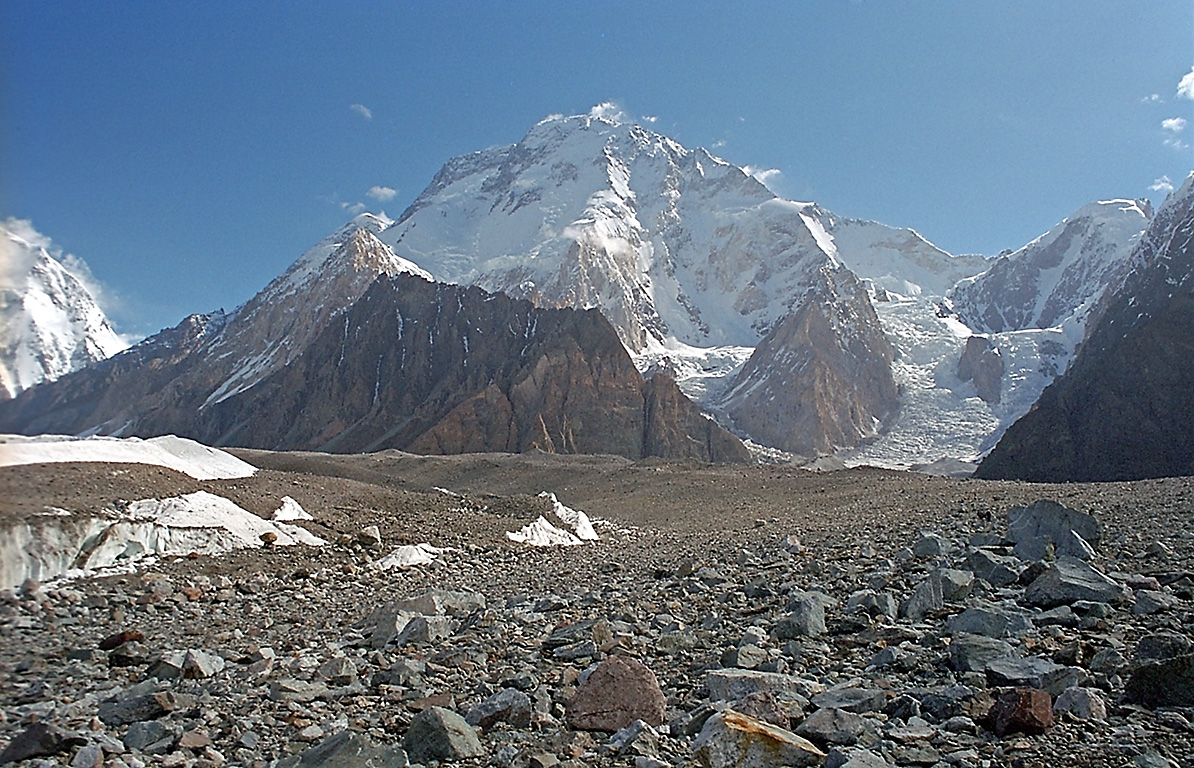
Broad Peak
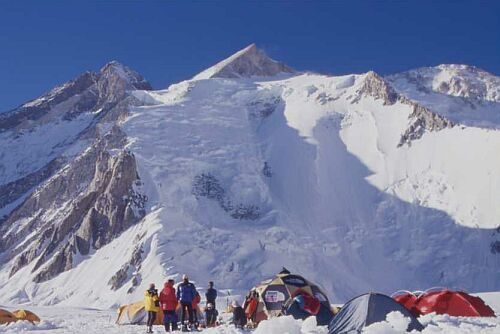
Gasherbrum II
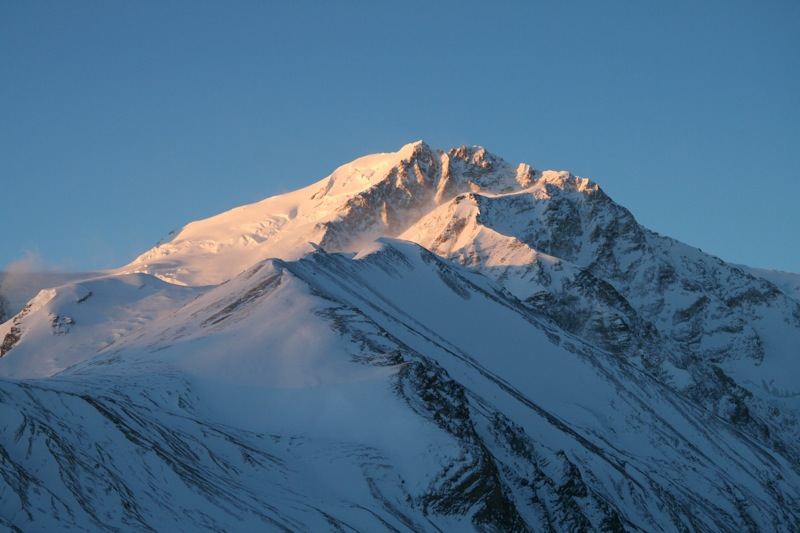
Shisha Pangma